# Helga Haase
Helga Haase z d. Obschernitzki (ur. 9 czerwca 1934 w Siedlcach w Gdańsku, zm. 16 czerwca 1989 w Berlinie Wschodnim) – niemiecka łyżwiarka szybka, dwukrotna medalistka olimpijska.

## Kariera
Była obywatelką NRD, jednak medale zdobywała dla Wspólnej Reprezentacji Niemiec. Największe sukcesy osiągnęła podczas igrzysk olimpijskich w Squaw Valley w 1960 roku, gdzie zdobyła dwa medale. W biegu na 500 m zwyciężyła, wyprzedzając bezpośrednio Natalję Donczenko z ZSRR oraz Amerykankę Jeanne Ashworth. Została tym samym pierwszą w historii oficjalną mistrzynią olimpijską na tym dystansie (w zawodach pokazowych podczas ZIO 1932 najlepsza była Kanadyjka Jean Wilson). Dwa dni później Haase zdobyła srebrny medal, rozdzielając na podium dwie radzieckie panczenistki: Kłarę Gusiewą i Tamarę Ryłową. Wzięła także udział w biegu na 1500 m, kończąc rywalizację na ósmej pozycji. Na rozgrywanych cztery lata później igrzyskach olimpijskich w Innsbrucku jej najlepszym wynikiem było czwarte miejsce na dystansie 1000 m, gdzie walkę o medal przegrała z Finką Kaiją Mustonen. Na tych samych igrzyskach była też piąta w biegu na 1500 m i ósma na 500 m. Nigdy nie zdobyła medalu na mistrzostwach świata; jej najlepszym wynikiem było piąte miejsce wywalczone podczas wielobojowych mistrzostw świata w Imatra w 1962 roku. Na arenie krajowej zdobyła siedem tytułów w wieloboju oraz 23 tytuły na dystansach w latach 1957-1967.
W 1960 roku w Davos ustanowiła rekord świata w wieloboju.